# Robin Guthrie
Pour les articles homonymes, voir Guthrie.
Robin Andrew Guthrie (né le 4 janvier 1962) est un musicien connu comme cofondateur des Cocteau Twins. Au cours de sa carrière, Guthrie a joué la guitare, guitare basse, claviers, batterie et autres instruments de musique, en plus de la programmation, l'échantillonnage et le traitement du son. Guthrie travaille aussi beaucoup en tant que producteur et ingénieur.

## Biographie
Guthrie fut le petit ami d'Elizabeth Fraser, à la création du groupe des Cocteau Twins en 1981, et de cette union naquit leur fille Lucy Belle. Il vit  et travaille actuellement en France, dans la région de Rennes.

## Discographie
Albums studio
- Imperial (2003)
- Continental (2006)
- Carousel (2009)
- Emeralds (2011)
- Fortune (2012)
- Universal Road (2015) en collaboration avec Mark Gardener chanteur de Ride